# Félix Régnault
Félix Régnault va ser un editor, llibreter, naturalista i espeleòleg de Tolosa de Llenguadoc (1847-1908). Malgrat les seves descobertes sobre la prehistòria el van fer cèlebre, la seva manca de formació científica el van limitar en algun dels camps que es va interessar.

## Biografia
Régnault va ser un apassionat de l'arqueologia. Va recórrer els Pirineus per investigar les seves coves: Enlène, Mas d'Azil, Lombrives, Massat, Aubert. Va publicar les seves descobertes als butlletins de la Société d'Histoire Naturelle de Toulouse i de la Société d'Anthropologie de Paris. Va ser membre fundador de la Société Géographique de Toulouse, on es va iniciar al món de la fotografia de la mà d'Eugène Trutat. Régnault participarà en el perfeccionament d'aquesta nova eina pel que fa a la il·luminació artificial en la fotografia espeleològica.
El 1878, va establir un plànol i dues seccions de la cova de Gargas (Alts Pirineus).
El 1881, va publicar la síntesi dels seus treballs sobre la cova de Massat (Arieja). Va ser el primer en ressaltar la semblança tipològica dels útils prehistòrics com a element de definició d'una cultura arqueològica. També va ser el primer en comparar aquests útils prehistòrics amb altres objectes etnogràfics per tal de poder-ne saber o deduir-ne la funció.
El 1883, va publicar el seu treball sobre la fauna de la cova de Gargas.
De 1884 a 1887, va excavar a Gargas on hi va descobrir les «masmorres», xemeneies naturals reomplertes d'ossos de principis del Quaternari. Seguint el consell de Louis Lartet, va iniciar una col·laboració amb Albert Gaudry del Muséum national d'histoire naturelle a París. Félix Régnault enriquirà la col·lecció d'aquest museu amb tres esquelets complets d'un ós de les cavernes, una hiena de les cavernes i d'un llop.
El 1897, va descobrir les pintures de la cova de Marsolàs, a l'Alta Garona.
El 1895 a Gargas, va fer construir un túnel per a continuar les excavacions. Amb això va descobrir, a la cova superior, unes sepultures humanes i fogars de l'època paleolítica. El 1906, va descobrir les mans negatives de Gargas, després de 30 anys de visites periòdiques a la cova.